# Kota-jinja
Kota-jinja (巨田神社) est un sanctuaire shintô (神社, jinja) se situant dans la ville de Miyazaki (préfecture de Miyazaki, au Japon).
Ce sanctuaire est dédié aux divinités shintō : Futodama, Jingū et Ōjin.